# Ventimiglia
Ventimiglia (französisch Vintimille, okzitanisch Ventemilha) ist eine Stadt mit 22.934 Einwohnern (Stand 31. Dezember 2023) in der Provinz Imperia in der Region Ligurien und liegt an der italienischen Riviera. Der Ort ist Sitz des Bistums Ventimiglia-Sanremo, Seebad und Kurort.

## Geographie
Ventimiglia liegt in Norditalien und ist Grenzstadt zu Menton in Frankreich. Sie befindet sich westlich von Bordighera und Vallecrosia, mit deren Siedlungsgebiet sie weitgehend zusammengewachsen ist. Auf Straßenschildern ist oft die Kurzform XXmiglia zu finden (der Namensteil Venti bedeutet Zwanzig, wie auch XX als römische Zahl).

## Geschichte
In den Bergen westlich der Stadt bei Grimaldi di Ventimiglia sind die Höhlen von Balzi Rossi, in denen man Überreste vorgeschichtlicher Menschen gefunden hat.
Vor dem Jahr 180 v. Chr. wohnte hier das ligurische Volk der Intemeli, nach denen die Römer ihre Stadtgründung Albium Intemelium nannten, das später zu Albintimilium wurde. (Der Name Ventimiglia hat etymologisch also nichts mit „venti“ = zwanzig zu tun, sondern ist eine volksetymologische Umformung des römischen Namens.)
Der Ort war eine wichtige Station an der Via Julia Augusta nach Gallien. Aus dieser Zeit sind noch Teile der Stadtmauer erhalten, Stadttore (von 70 bis 50 v. Chr.), Reste der Thermen des Augustus sowie des Amphitheaters (2. bis 3. Jahrhundert n. Chr.).
Im 10. Jahrhundert wurde Ventimiglia mehrmals von den Sarazenen verwüstet. Ab dem 10. Jahrhundert war die Stadt Hauptort einer Grafschaft der Grafen von Ventimiglia. Bis 1505 war die Stadt selbständig. Dann fiel sie unter die Herrschaft Genuas und gehörte seit 1814 zum Königreich Sardinien. Zuletzt prägte Ventimiglia noch im Jahr 1725 eigene Münzen, nämlich ½-Taler und 2-Dukatenstücke, die wegen ihrer Seltenheit als reine Repäsentativgepräge anzusehen sind und für den Geldumlauf nicht relevant waren. Mit diesen Prägungen sollte die Erhebung zum Fürstentum und das 1723 gleichzeitig durch Kaiser Karl VI. verliehene Münzrecht demonstriert werden.

## Stadt an der Grenze
Migration hat in Ventimiglia eine lange Geschichte. Hunderttausende Italiener haben entweder auf der Straße den Ponte San Luigi/Pont Saint-Louis überquert, oder sind ab dem 1879 eröffneten internationalen Bahnhof gereist, um in Frankreich ein Auskommen zu finden. Geschätzte 10 % überquerten die Grenze illegal, weil sie keinen Reisepass hatten, denn es galt Personenfreizügigkeit. Wer ohne Pass reiste, wurde politisch verfolgt oder war aus der Armee desertiert. Ihnen blieb häufig nichts anderes übrig, als den Todesweg „Pas de la mort“ oberhalb des Pont Saint-Louis zu nehmen. Noch im November 1946 warnte La Domenica del Corriere mit einer eindringlichen Titelseite vor dem illegalen Übertritt: Eine Mutter mit zwei Kindern, erfroren im Schnee.
In Folge der Flucht- und Migrationsbewegungen über das Mittelmeer ist Ventimiglia mit dem Schicksal zahlreicher Menschen konfrontiert, denen die Weiterreise nach Frankreich verweigert wird. Im Juni 2015 fanden sich am Übergang Saint-Ludovic etwas mehr als 200 Personen aus Syrien, Libyen, Sudan und Eritrea ein.
Etwa 20.000 Flüchtlinge kommen jährlich trotz Grenzkontrollen und den an bekannten Fluchtpfaden gebauten Zäunen über die Stadt nach Frankreich, wie der Bürgermeister Flavio di Muro behauptet. Er ließ Zugänge unter Brücken vergittern, damit dort niemand schlafen kann. Auf dem Friedhof wurden Wachen aufgestellt, um zu verhindern, dass sich Flüchtlinge dort waschen können. Die Flüchtlinge schlafen in der Regel am Strand oder am Bahnhof. Ärzte ohne Grenzen und die Caritas sprechen von einer humanitären Notlage.

## Bevölkerung
| Bevölkerungsentwicklung | Bevölkerungsentwicklung | Bevölkerungsentwicklung | Bevölkerungsentwicklung | Bevölkerungsentwicklung | Bevölkerungsentwicklung | Bevölkerungsentwicklung | Bevölkerungsentwicklung | Bevölkerungsentwicklung | Bevölkerungsentwicklung |
| ----------------------- | ----------------------- | ----------------------- | ----------------------- | ----------------------- | ----------------------- | ----------------------- | ----------------------- | ----------------------- | ----------------------- |
| Jahr                    | 1861                    | 1871                    | 1881                    | 1901                    | 1951                    | 1981                    | 2001                    | 2011                    | 2019                    |
| Einwohner               | 6.899                   | 7.406                   | 8.880                   | 11.468                  | 15.845                  | 26.283                  | 24.665                  | 23.926                  | 24.142                  |

## Sehenswürdigkeiten

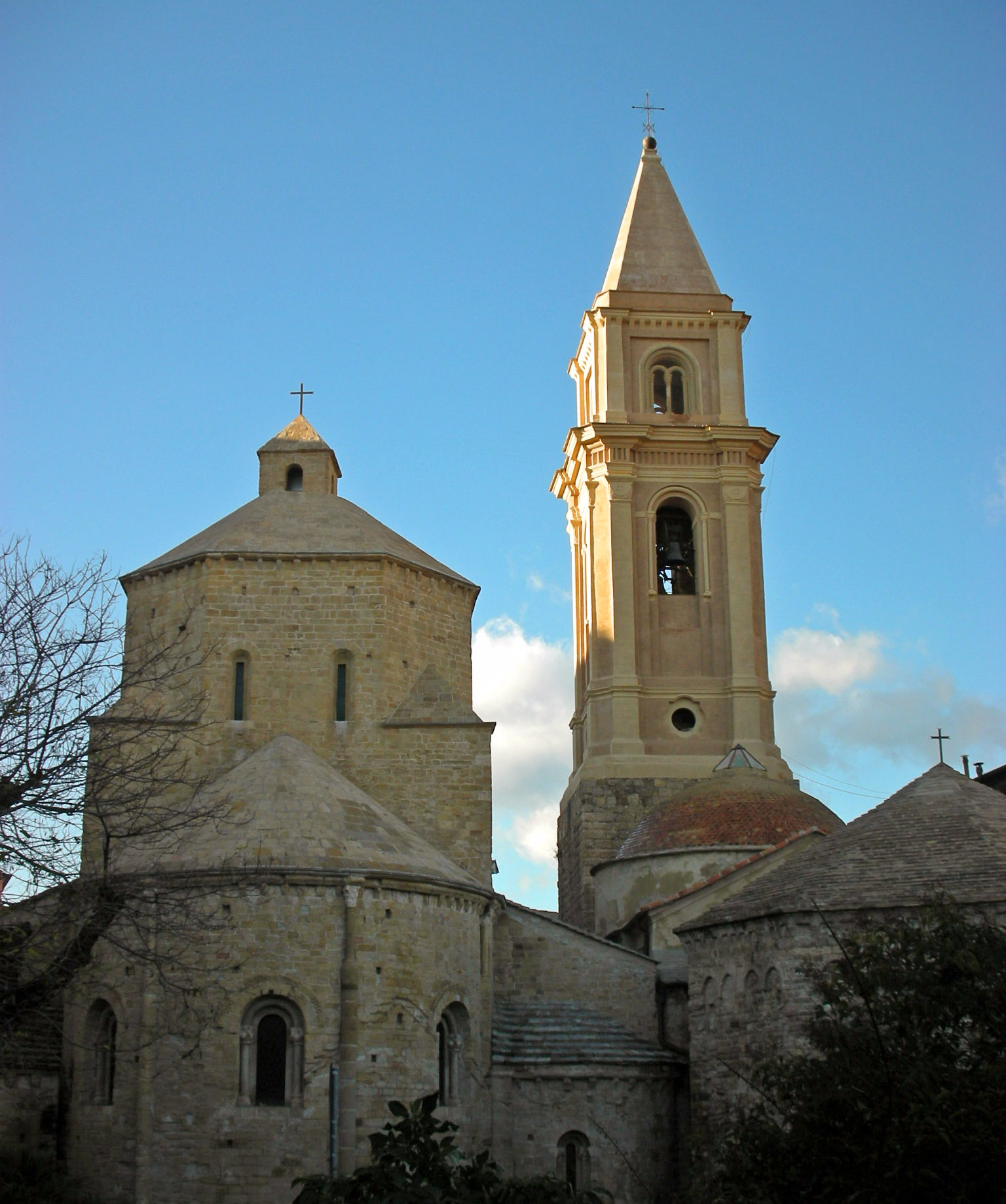
Kathedrale Santa Maria Assunta

Sehenswert ist die Kathedrale Santa Maria Assunta, die um 1000 gebaut wurde und Mariä Himmelfahrt geweiht ist, mit ihrem achteckigen Baptisterium und einem Portal aus dem Jahr 1222.
Die Kirche San Michele, die im 10. Jahrhundert erbaut wurde, war einst die Familienkapelle der Grafen von Ventimiglia. Im 11. und 12. Jahrhundert erfolgten Umbauten; die Apsis und der Campanile wurden errichtet. Unter der Kirche befindet sich eine vorromanische Hallenkrypta, deren Gewölbe von Säulen gestützt wird. Eine Säule war ein römischer Meilenstein, zwei weitere aus Granit gehörten Erzählungen zufolge zu den Überresten eines Castor und Pollux geweihten Tempels. Das alte Piemont-Tor aus dem 16. Jahrhundert mit seinen antiken Flügeln aus Holz und genagelten Eisenbeschlägen markiert den Straßenbeginn zum Tenda-Pass, der Ligurien mit dem Piemont verbindet.
Der Fluss Roia teilt die Altstadt im Westen von den übrigen Stadtteilen ab. Er wird im Stadtgebiet von zwei Straßenbrücken, einer Eisenbahnbrücke sowie einer Fußgängerbrücke (die Passerelle wurde im Regenunwetter Anfang Oktober 2020 zerstört) überspannt, weiter im Norden auch von der Autobahnbrücke der A 10.
Sehenswert sind auch der große freitägliche Markt und der Blumenmarkt. Kurz vor der Grenze zu Frankreich, am Capo Mortola, liegt der Botanische Garten Hanbury.

## Bilder

Ventimiglia. Historisches Luftbild von Werner Friedli (1957)
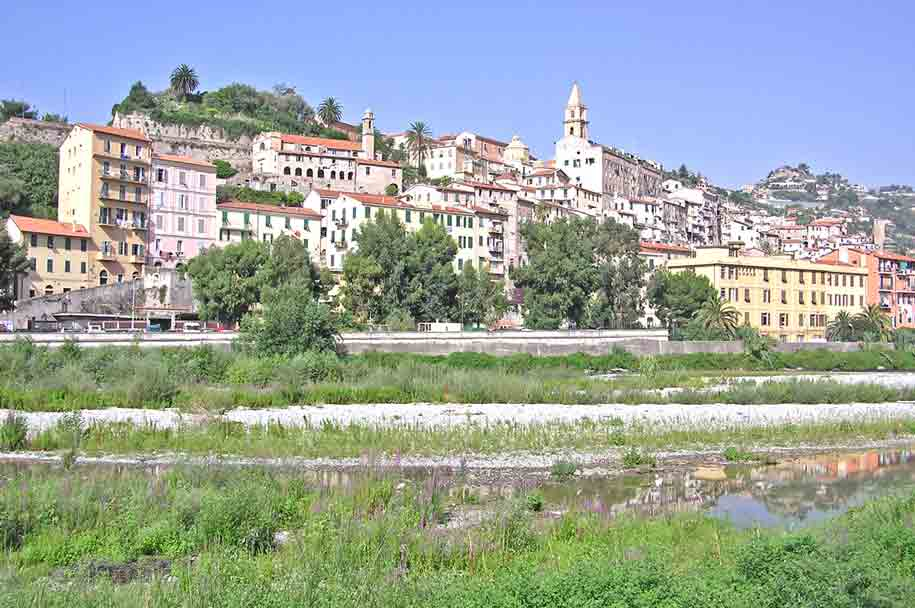
Blick auf Ventimiglia
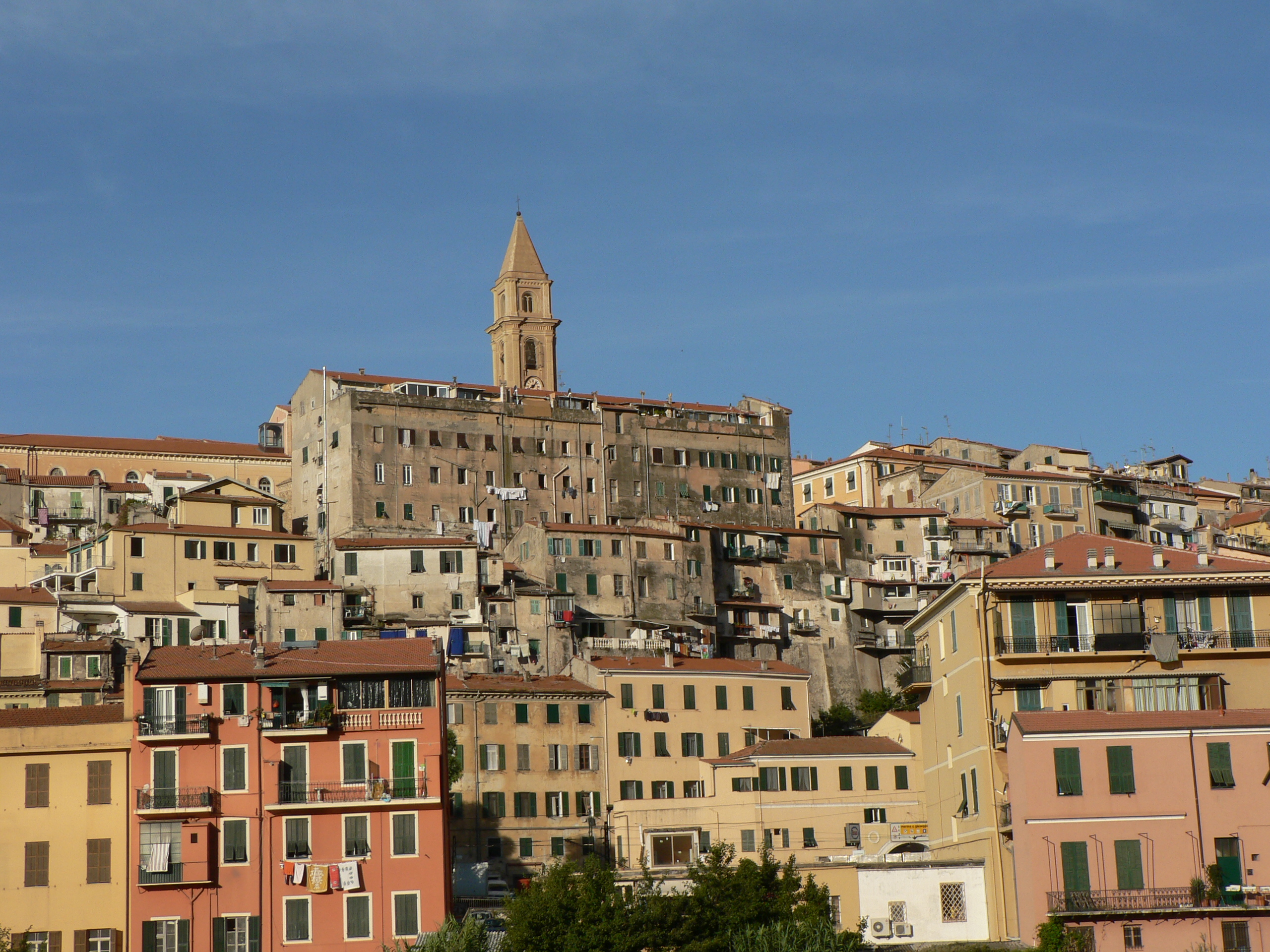
Altstadt von Ventimiglia
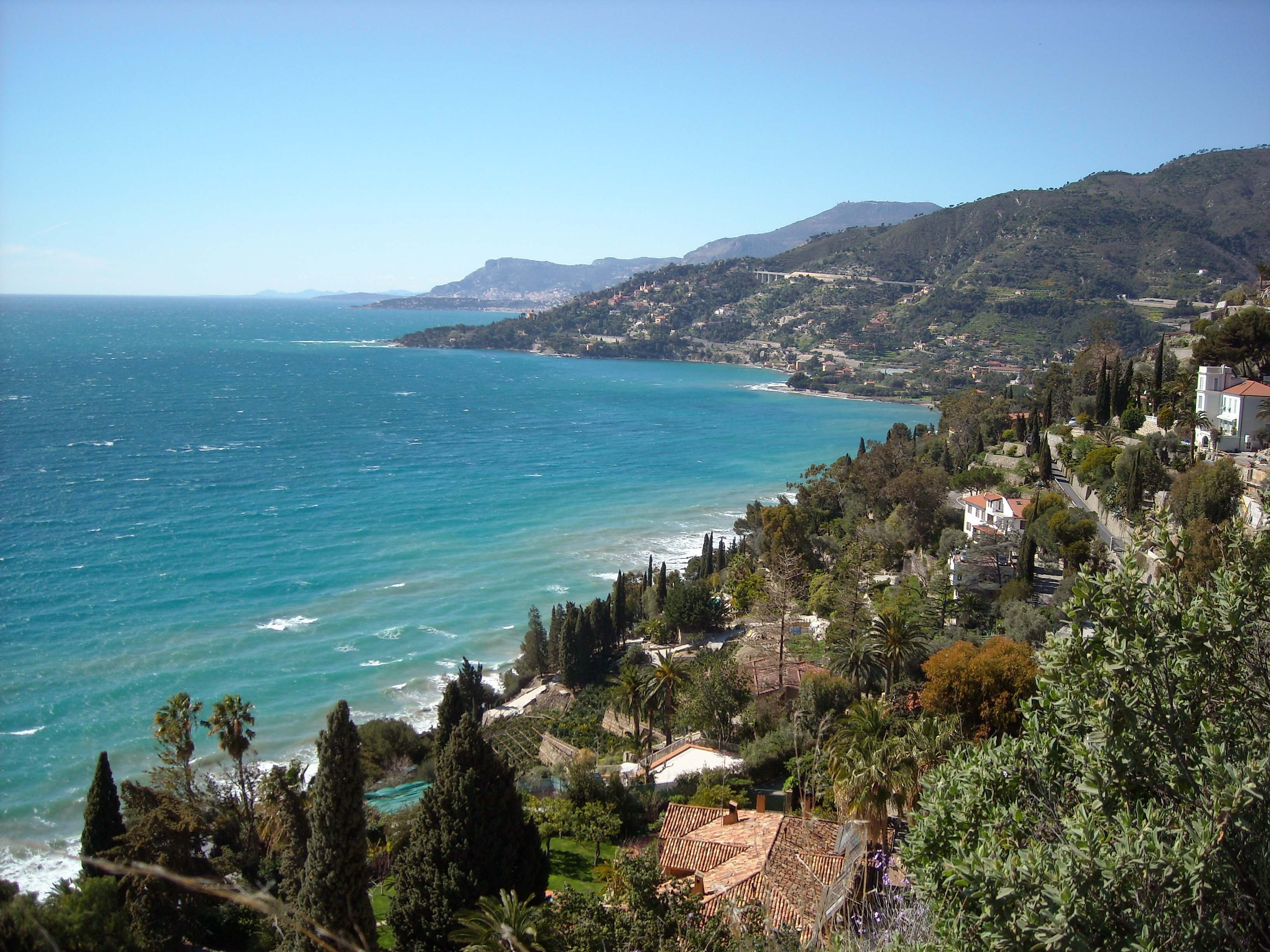
Piana di Latte
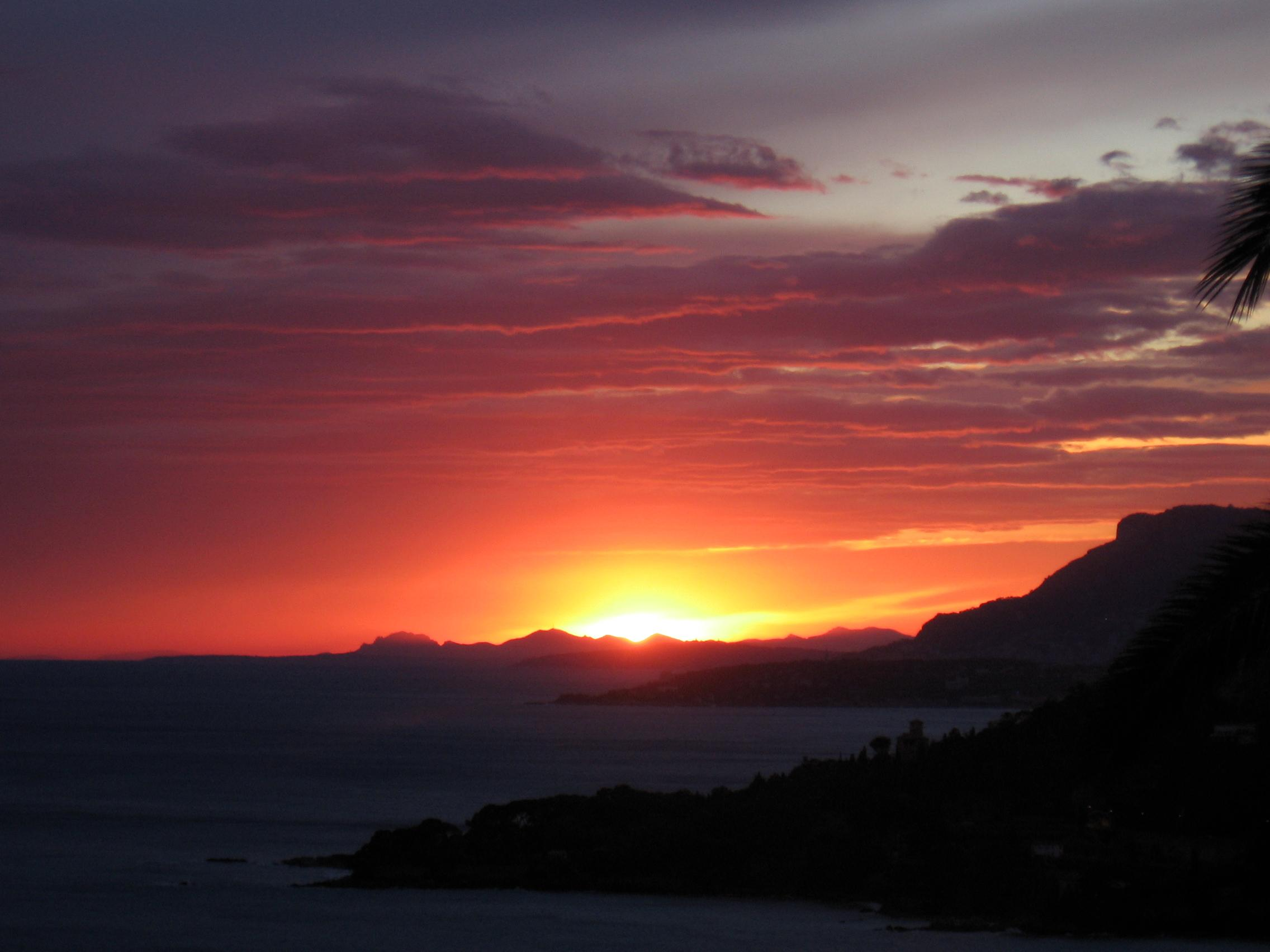
Sonnenuntergang am Capo Mortola

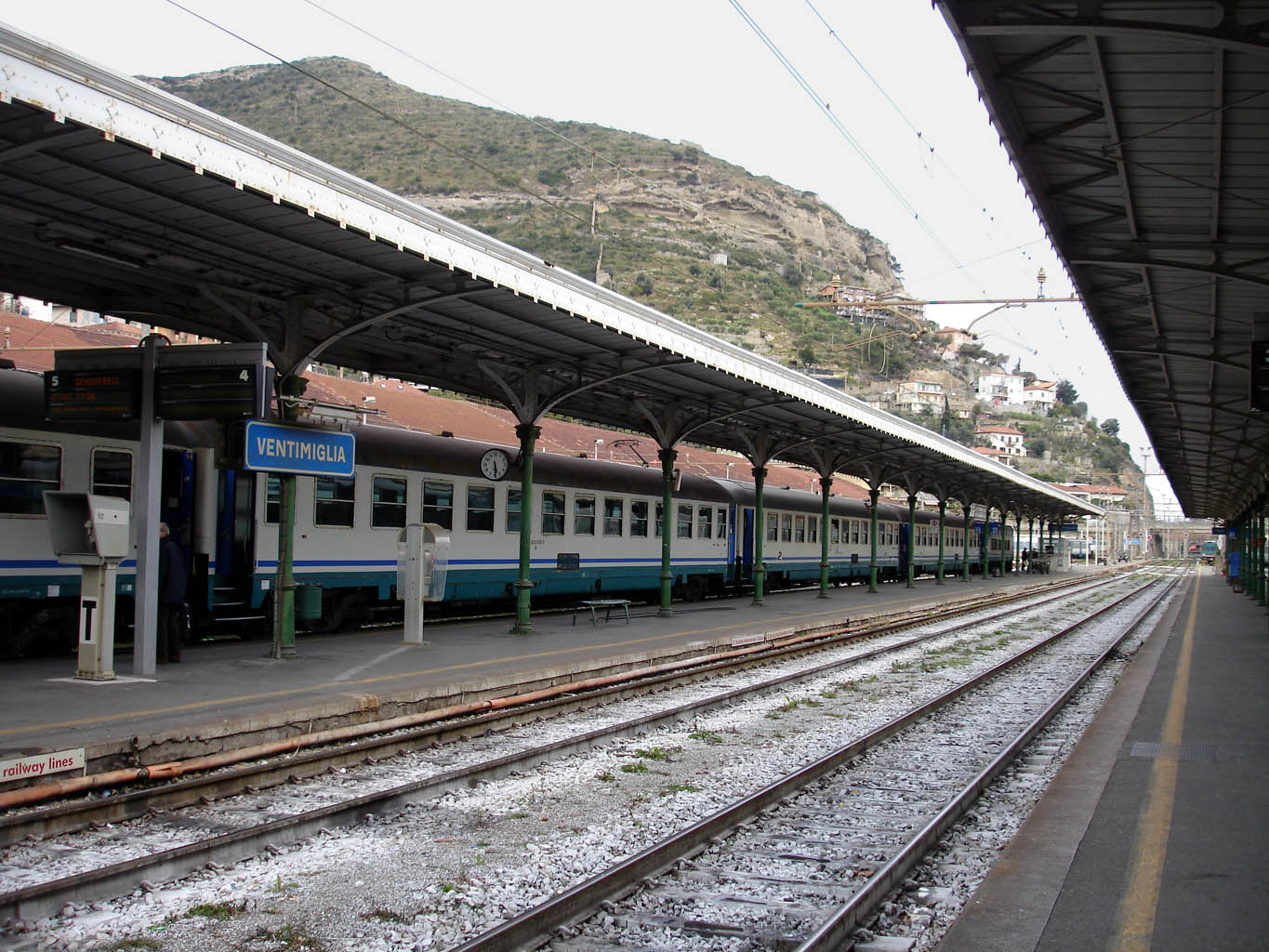
Grenzbahnhof Ventimiglia

## Verkehr
Ventimiglia ist über eine Autobahnanschlussstelle an der A 10 (Autostrada dei Fiori – Blumenautobahn) an das italienische Fernstraßennetz angebunden. Die A 10 ist Teil der Europastraße 80.
Durch die Stadt verläuft die Strada statale 1 die von Rom kommt und bis zur französischen Grenze verläuft. Von dieser zweigt die Strada statale 20 nach Moncalieri ab.
Der Bahnhof von Ventimiglia ist Grenzbahnhof zu Frankreich. Er ist Endpunkt der Bahnstrecke Genua–Ventimiglia, die in Frankreich als Bahnstrecke Marseille–Ventimiglia weitergeführt wird, wie auch Endstation der Tendabahn, die in Cuneo beginnt. Eine weitere Bahnverbindung besteht bis Savona. Buslinien verkehren bis Sanremo.

## Persönlichkeiten
- Angelico Aprosio (1607–1681), Literat, Literaturkritiker und Geistlicher
- Augusto Maccario (1890–1927), Leichtathlet
- Pierino Selmoni (1927–2017), Bildhauer, Zeichner und Plastiker

## Städtepartnerschaft
Ventimiglia unterhält zu folgenden Gemeinde eine Partnerschaft:
- Piazza Armerina, Sizilien

### Zeitschriftenartikel
- Livio Amigoni, Giuseppe Luca Queirolo Palmas: The Value of Information. Mobility and Border Knowledge Battlegrounds in the Ventimiglia Region. In: Journal of borderlands studies, Routledge, November 2023 (Vorpublikation), S. 1–23.
- Silvia Aru: Abandonment, Agency, Control: Migrants’ Camps in Ventimiglia. In: Antipode, Wiley, Hoboken November 2021, Vol. 53 (6), S. 1619–1638.
- Luca Daminelli: Aspettare a Ventimiglia. La frontiera italo-francese fra militarizzazione, crisi dell’accoglienza e solidarietà. In: REMHU – Revista Interdisciplinar da Mobilidade Humana, Centro Scalabriniano de Estudos Migratórios, Brasília April 2022, Vol. 30 (64), S. 59–80.
- Karina Horsti: Live free or die motionless: Walking the migrant path from Italy to France. In: Cultural studies review, University of Technology Press, Sydney September 2018, Vol. 24 (2), S. 56–66.

- Oceane Uzureau, Ine Lietaert, Daniel Senovilla Hernandez, Ilse Derluyn: Unaccompanied Adolescent Minors’ Experiences of Exception and Abandonment in the Ventimiglia Border Space. In: Politics and governance, Cogitatio Press, Lissabon Juli 2022, Vol. 10 (2), S. 267–278.